# 四门子镇
四门子镇，是中华人民共和国辽宁省丹东市凤城市下辖的一个乡镇级行政单位。

## 名称由来
镇名来源于1726年卢氏二世主卢可荣生四子，故称“四大门人”从“四大门人”演变成“四大门、四门子”，亦有传说四门子地处交通要道，四面八方都可视为门而入，故称四门子。

## 政区沿革
1919年7月设四门子村，使用行政区划名称。
1949年桃源区驻四门子，为中共辽南地委辽南专员公署管辖下青城子县领导的桃源区所在地。
1956年撤区设乡，四门子与通远堡合并成立通远堡乡，通远区设四门子乡，辖四门子村、湾垅地村、大荒村、方家村4个村。
1958年3月撤区建四门子乡，辖四门子乡、人民乡2个小乡，四门子首次成为乡镇级行政建制名称。
1958年9月青城子镇、桃源乡、四门子乡合并为四门子人民公社，辖新农、扈家、人民、湾垅地、四门子、陈小岭、大荒、方家、白云、云山、永胜、胜利、民主、桃源、青城子15个大队。
1961年7月四门子人民公社调整为四门子人民公社和青城子人民公社，调整后四门子人民公社辖新农、扈家、人民、湾垅地、陈小岭、四门子、方家、大荒、小荒（原大荒大队调整为大荒大队和小荒大队）9个大队。
1983年9月撤销四门子人民公社，设立四门子乡，所辖9个大队改称村。
1984年5月设立满族乡。
1985年凤城满族自治县成立，乡级建制不再冠满族，改称四门子乡。
1995年12月撤销四门子乡设立四门子镇，所辖村不变。

## 自然地理
四门子镇位于丹东市西北部，东与通远堡镇相接，西与青城子镇相连，南以刘家河镇相邻，北与本溪市接壤，与辽阳、鞍山两市相近，距凤城市市区75公里。    
镇区位于山区丘陵地带，地势北高、南高、西高、东低，是凤城市平均海拔最高地区之一。镇区内最高点为新农村大黑山，海拔898m。
镇区地下水资源丰富，镇内有6条主要河流，其中新农河、扈家-人民河、方家河、大荒河、小荒河都汇入山羊峪河，属鸭绿江水系。
矿产资源包括硼铁、硫铁、金、重金石、麦镁石、硅石、白云石、钾长石、钠长石、方解石、大理石等20余种矿藏。
四门子镇四季分明，年均气温9℃，年均降水量1000mm，多集中在七、八月份，年平均日照2633小时，年均无霜期为138天，自然灾害有风灾、水灾等。一月平均气温-10℃，最低气温-31℃，七月平均气温24.5℃，最高气温35℃，平均相对湿度69%，属大陆性气候，春季多风，夏季频雨。
适宜种植的作物主要有玉米、大豆、高粱等。山上盛产核桃、蘑菇、榛子、野山菜、刺耳棒（刺五加）、大叶芹等土特产。

## 人口面积
全镇总户数4677户，总人口15450人，其中农业户4485户14594人，非农业192户856人，人口自然增长率1.54‰，主要有满族、汉族、蒙古族、朝鲜族等九个民族，其中满族人口14677人，占总人口的95%。
该镇东西最大距离20公里，南北最大距离25公里。

## 名胜古迹
旅游资源主要有新农村大刘家堡响水寺，因在寺外无名大山下方有个大洞，水从大洞流出发出响声而得名。文革前庙址尚存，现每年农历四月十八、二十八有游客到此游玩。

## 行政区划
四门子镇下辖以下地区：
四门子村、新农村、扈家村、人民村、弯垅地村、陈小岭村、大荒村、小荒村和方家村。